# جيمس أوبراين (موسيقي)
جيمس أوبراين (بالإنجليزية: James O'Brien)‏ هو موسيقي أمريكي، ولد في 1823 في Swinford ‏ في جمهورية أيرلندا، وتوفي في 1885.